# Mark Cousins

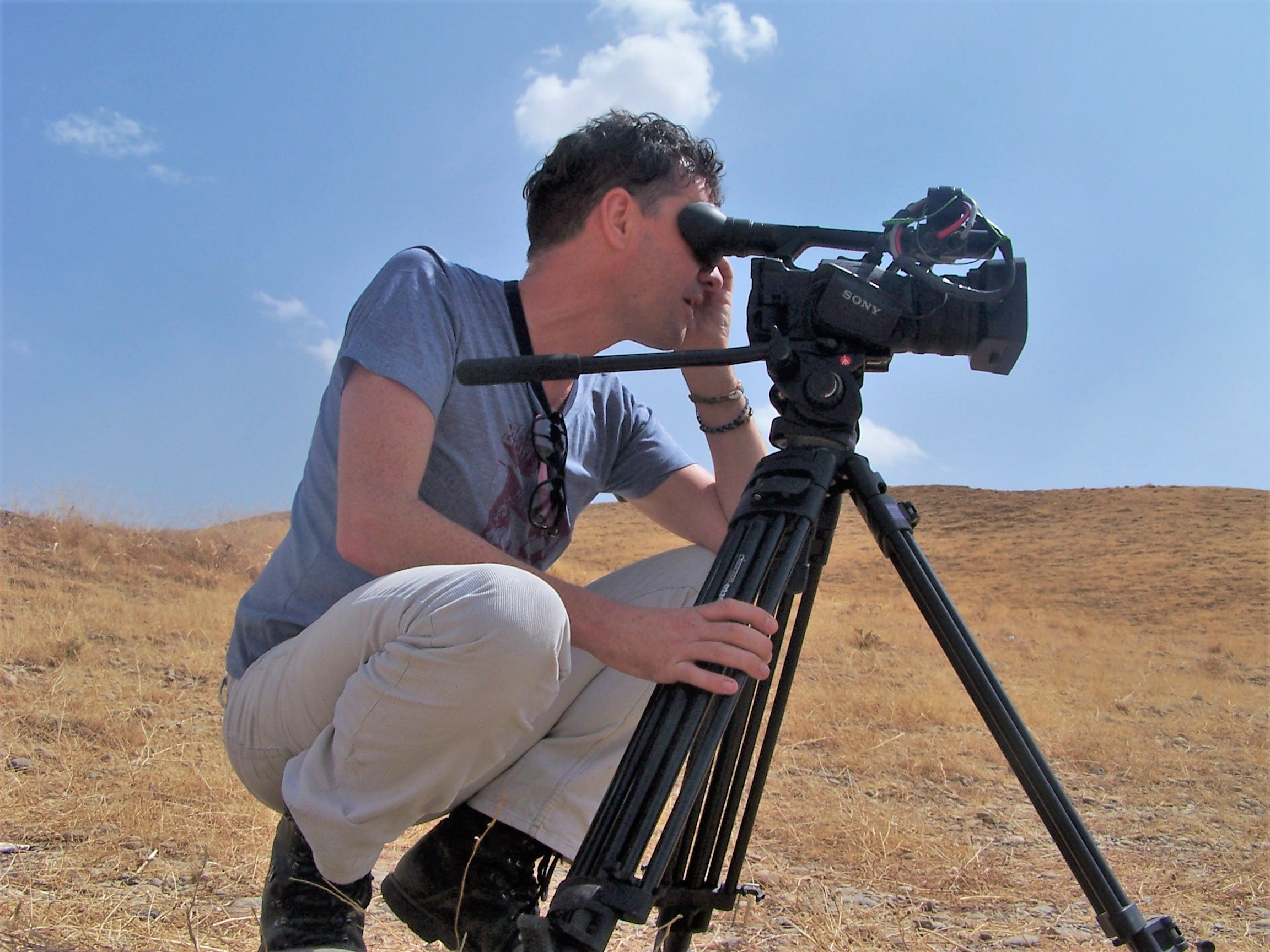
Mark Cousins filmuje kurdyjskie tereny Iraku - 2003

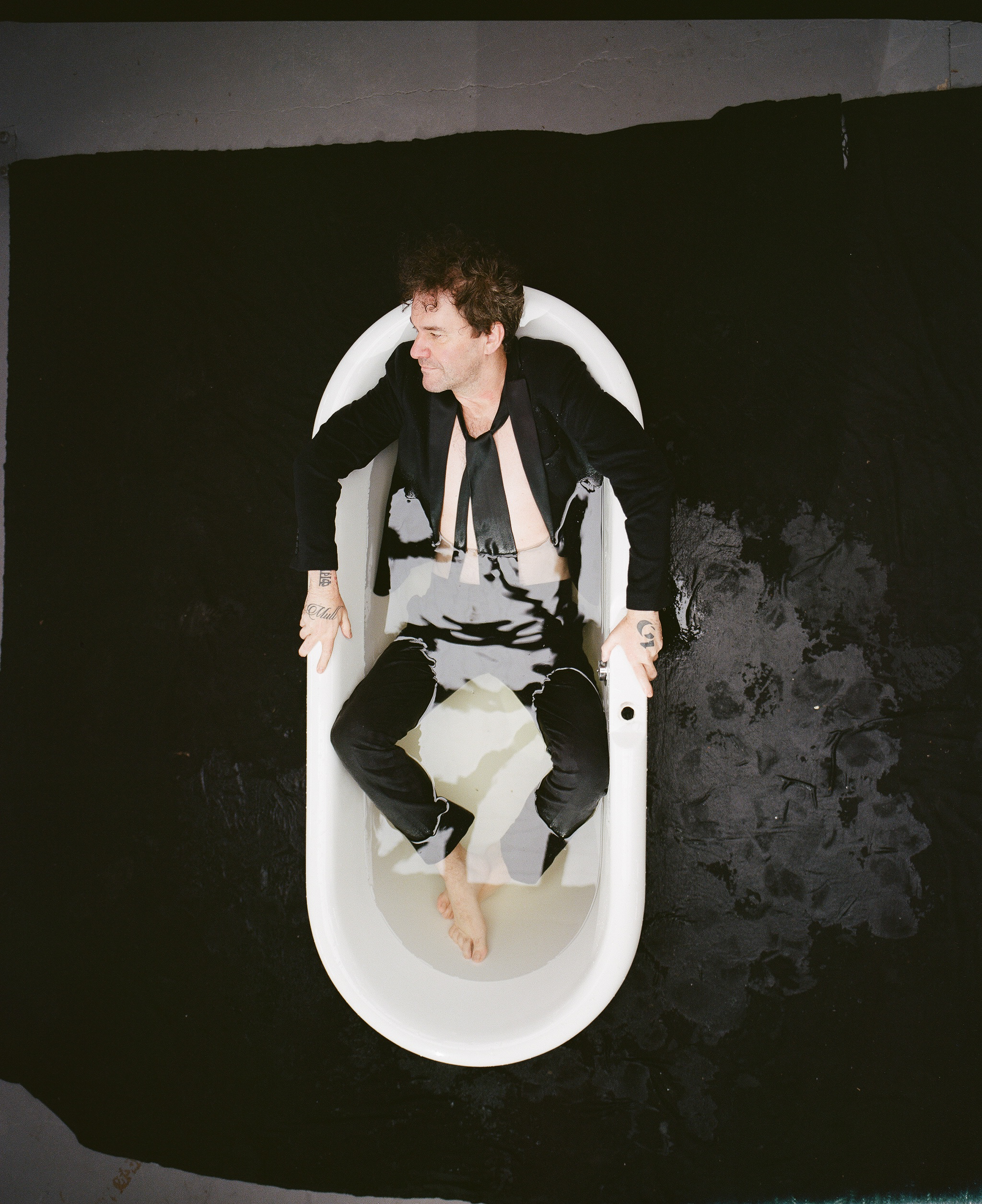
Mark Cousins na zdjęciu Toma Webstera

Mark Cousins (ur. 3 maja 1965 w Belfaście) – północnoirlandzki reżyser, pisarz i historyk kina, znany z twórczości dokumentalnej oraz działalności kuratorskiej w dziedzinie filmu. Jest autorem wielokrotnie nagradzanej serii dokumentalnej The Story of Film: Odyseja filmowa (2011).

## Życiorys
Studiował na University of Stirling w Szkocji, uzyskując dyplom w dziedzinie filmu i mediów. Od wczesnych lat kariery zajmował się krytyką filmową oraz organizacją wydarzeń filmowych.
W 2009 wspólnie z Tildą Swinton współzałożyli "Fundację 8/2". Wspólnie stworzyli m.in. projekt, w ramach którego zamontowali przenośne kino o wadze 33,5 tony na dużej ciężarówce, objeżdżając w ten sposób Szkocję (ponownie w 2011). Objazdowy, niezależny festiwal filmowy został szeroko przedstawiony w filmie dokumentalnym Cousinsa Cinema is Everywhere (2011).
Był dyrektorem MFF w Edynburgu oraz współzałożycielem festiwalu Cinema of Childhood promującego filmy dziecięce. Współpracował również z BBC przy realizacji programów telewizyjnych o tematyce filmowej.
W 2014 odbyła się we Wrocławiu retrospektywa jego filmów. 
W marcu 2021 ukazała się książka Andrew McWhirtera Film Criticism and Digital Cultures. Journalism, Social Media and the Democratization of Opinion (Bloomsbury Publishing, ISBN 978-1-350-24236-4), w której analizie poddano współczesną krytykę filmową w kontekście zmian technologicznych i kulturowych - wsakazując, jak krytycy filmowi adaptują się do nowych realiów medialnych i jak redefiniują swoją rolę w społeczeństwie informacyjnym. Cousins występuje w książce jako jeden z czołowych przedstawicieli eseistyki filmowej z Wielkiej Brytanii i Ameryki Północnej, obok takich postaci jak: Nick James, Jonathan Rosenbaum czy Richard Porton. McWhirter porusza kwestie związane z kryzysem tradycyjnego dziennikarstwa filmowego, wpływem przemysłu filmowego na publikacje oraz zaangażowaniem krytyków w nowe formy, takie jak eseje wideo. W tym kontekście refleksje i doświadczenia Cousinsa stanowią istotny punkt odniesienia – wnosi on do dyskusji perspektywę twórcy, który umiejętnie łączy klasyczne podejście do historii kina z nowoczesnymi narracjami audiowizualnymi.
W grudniu 2023 Cousins był jednym z 50 filmowców, którzy podpisali otwarty list do Libération, domagając się zawieszenia broni i zakończenia zabijania cywilów podczas izraelskiej inwazji na Strefę Gazy w 2023 roku, a także utworzenia korytarza humanitarnego do Gazy w celu dostarczenia pomocy humanitarnej oraz uwolnienia zakładników.
W maju 2025 zorganizowano kolejną polską retrospektywę filmową z udziałem Cousinsa The Stories of Looking, podczas 22. edycji Millennium Docs Against Gravity - reżyser spotkał się z tej okazji z publicznością w Warszawie, Łodzi i Poznaniu. Podczas festiwalu reżyser zaprezentował m.in. unikalne wydarzenie zatytułowane "Anti-Masterclass". Zamiast tradycyjnego wykładu, Cousins zaprosił uczestników do wspólnego badania siły obrazów i narracji, analizując, jak różne kadry mogą wywoływać odmienne emocje oraz jak struktury fikcyjnych opowieści mogą inspirować twórców dokumentów. W trakcie „Anti-Masterclass” Cousins odszedł od klasycznej formy wykładu mistrzowskiego, stawiając na otwartą refleksję i interakcję z publicznością. Zaprosił uczestników do wspólnego oglądania i interpretowania fragmentów filmowych, podkreślając siłę subiektywnego odbioru obrazu. Analizując poszczególne kadry, Cousins pokazywał, jak niuanse w świetle, ruchu kamery czy montażu mogą zmieniać znaczenie sceny - i jak takie narzędzia mogą być wykorzystywane zarówno w filmach dokumentalnych, jak i fabularnych. Zamiast odpowiedzi, Cousins prowokował pytania o granice między dokumentem a fikcją, o emocjonalny potencjał obrazu i o etyczne aspekty patrzenia. Zachęcał twórców do eksperymentowania z formą, nieulegania konwencji i czerpania z intuicji. W ramach przeglądu zaprezentowano m.in. jego najnowszy film A Sudden Glimpse to Deeper Things — portret szkockiej malarki Wilhelminy Barns-Graham, narrację którego powierzono Tildzie Swinton. Film ten zdobył Grand Prix na Międzynarodowym Festiwalu Filmowym w Karlowych Warach i stanowi refleksję nad emocjonalnym i strukturalnym odbiorem sztuki abstrakcyjnej. Retrospektywa objęła także inne znaczące dzieła Cousinsa, takie jak The Story of Film: A New Generation - kontynuację jego epickiej serii o historii kina, analizującą współczesne filmy, które definiują nasze czasy (wśród nich znalazły się produkcje takie jak Joker, Moonlight, Mad Max: Na drodze gniewu czy Kraina lodu). W ramach przeglądu pokazano również pierwsze części monumentalnego projektu Women Make Film: A New Road Movie Through Cinema, w którym Cousins, ponownie z narracją Tildy Swinton, przywraca pamięć o zapomnianych reżyserkach i ich wkładzie w historię kina. Nie zabrakło także filmu I Am Belfast - poetyckiego portretu rodzinnego miasta reżysera.
Obecnie Cousins pracuje nad swoją pierwszą operą, którą tworzy wspólnie z kompozytorką Donną McKevitt a tematem tego niezwykłego projektu są kąpiele w łaźniach publicznych. To nietypowe ujęcie zdradza jego fascynację codziennością jako przestrzenią dla sztuki – miejsca, w którym pozornie banalne czynności mogą nabrać wymiaru symbolicznego i emocjonalnego. Dla Cousinsa opera to kolejny język wyrazu, nasycony intensywnością, rytmem i dramaturgią, które są mu bliskie także w filmie. Równolegle pisze również powieść zatytułowaną Not Yet (Jeszcze nie teraz), inspirowaną filmem Ninoczka z Gretą Garbo. Główna bohaterka – ikona kina – staje się w niej postacią fikcyjną, która na jedną noc znika z planu filmowego, by wyruszyć w podróż dookoła świata. 
W odpowiedzi na zmieniające się potrzeby widzów i rozwój technologii, Cousins planuje stworzenie nowego projektu – The Story of Documentary Cinema. Ma to być obszerna, międzynarodowa historia kina dokumentalnego, obejmująca różnorodne tradycje i style, od Japonii po Iran. Cousins zauważa, że dotychczas brakowało kompleksowego opracowania tego gatunku, które oddawałoby jego globalny charakter i znaczenie.
Jest profesorem honorowym studiów filmowych i produkcji na Queen’s University Belfast i przewodniczącym Belfast Film Festival. 
Mieszka w Edynburgu.

## Twórczość
Cousins jest najbardziej znany jako twórca 15-odcinkowej serii dokumentalnej The Story of Film: An Odyssey (The Story of Film: Odyseja filmowa, 2011), ukazującej historię kina światowego z perspektywy niezależnej od Hollywood. Często łączy w swoich dokumentach elementy eseju osobistego z analizą historyczną, wykorzystując charakterystyczny, narracyjny styl. Wydanie polskie na dvd ukazało się w 2013 dzięki Gutek Film i Master Film (tekst polski: Piotr Zieliński) i zawiera: 
- DVD 1: Odc. 1, 1895-1918: Nowa forma sztuki; Odc. 2, 1918-1928: Triumf filmu amerykańskiego; Odc. 3, 1918-1935: Wielcy buntownicy kina na całym świecie;
- DVD 2: Odc. 4, Lata 30.: Amerykańskie gatunki filmowe i znakomite kino europejskie; Odc. 5, 1939-1952: Nowy język kina; Odc. 6, 1953-1957: Czas niepokoju;
- DVD 3: Odc. 7, 1957-1964: Nowoczesne kino w Europie Zachodniej; Odc. 8, 1965-1969: Nowe fale omywają cały świat; Odc. 9, 1967-1979: Nowe kino amerykańskie;
- DVD 4: Odc. 10, 1969-1979: Radykalizm lat 70; Odc. 11, Lata 70.: Zmiany w kulturze popularnej na świecie; Odc. 12, Lata 80.: Protest na świecie;
- DVD 5: Odc. 13, 1990-1998: Ostatnie dni celuloidu; Odc. 14, Lata 90.: Początek epoki cyfrowej; Odc. 15, Po roku 2000: Przyszłość kina.

W trakcie pandemii COVID-19 Cousins stworzył film The Story of Film: A New Generation (The Story of Film. Nowe pokolenie, 2021), który stanowi kontynuację jego wcześniejszego dzieła. Ze względu na ograniczenia związane z lockdownem, produkcja ta różni się od poprzednich – brak w niej wywiadów z twórcami, a narracja skupia się na analizie i poetyce obrazu. Cousins podkreśla, że ten bardziej intymny i emocjonalny ton wynika z doświadczeń izolacji i refleksji nad rolą kina jako przestrzeni komfortu i ucieczki w trudnych czasach.
| Rok       | Tytuł                                      | Rola                            | Format               | Uwagi |
| --------- | ------------------------------------------ | ------------------------------- | -------------------- | --- |
| 1989      | Dear Mr Gorbachev                          | Reżyser (współpraca)            | Film TV              | Dokument o zmianach politycznych w ZSRR. |
| 1997–2001 | Scene by Scene                             | Reżyser, prezenter              | Seria TV             | Wywiady z reżyserami (m.in. Martin Scorsese, David Lynch, Roman Polański) dla BBC. |
| 2009      | The First Movie                            | Reżyser                         | Film dokumentalny    | O dzieciach w Iraku i ich doświadczeniu kina. |
| 2011      | The Story of Film: An Odyssey              | Scenarzysta, reżyser, narrator  | Seria TV             | 15 odcinków o historii kina światowego. |
| 2013      | A Story of Children and Film               | Reżyser                         | Film dokumentalny    | Kino dziecięce na świecie. |
| 2015      | I Am Belfast                               | Reżyser                         | Film dokumentalny    | Poetycki portret rodzinnego miasta Cousinsa. |
| 2016      | Antonia Bird: From EastEnders to Hollywood | Producent wykonawczy            | Film dokumentalny    | O reżyserce i przyjaciółce Cousinsa. |
| 2016      | Eisenstein on Lawrence                     | Scenarzysta i reżyser           | Film Krótkometrażowy | Siergiej Eisenstein opowiada o D. H. Lawrence |
| 2018      | The Eyes of Orson Welles                   | Reżyser, narrator               | Film dokumentalny    | O życiu i twórczości Orsona Wellesa. |
| 2018      | Women Make Film                            | Reżyser, scenarzysta            | Seria filmowa        | Historia kina stworzonego przez kobiety - monumentalna, 14-godzinna analiza filmów reżyserowanych przez kobiety; narracja m.in. Tilda Swinton, Jane Fonda, Thandie Newton, Sharmila Tagore, Adjoa Andoh and Debra Winger. |
| 2020      | 40 Days to Learn Film                      | Scenarzysta, reżyser i narrator | Film dokumentalny    | |
| 2021      | The Storms of Jeremy Thomas                | Scenarzysta i reżyser           | Film dokumentalny    | "Film drogi" z producentem filmowym Jeremy'm Thomasem. |
| 2021      | The Story of Looking                       | Reżyser, narrator               | Film dokumentalny    | O percepcji wzrokowej i kulturze wizualnej. |
| 2022      | March on Rome                              | Scenarzysta, reżyser, narrator  | Film dokumentalny    | O faszystowskich korzeniach we Włoszech |
| 2024      | A Sudden Glimpse to Deeper Things          | Scenarzysta i reżyser           | Film dokumentalny    | Poświęcony twórczości malarskiej Wilhelminy Barns-Graham |

## Styl artystyczny
Mark Cousins jest znany z poetyckiego stylu narracji i humanistycznego podejścia do analizy kina. Często używa własnego głosu jako narratora, przedstawiając historię filmu w sposób przystępny i emocjonalny. Jego filmy charakteryzują się szerokim zakresem tematycznym, obejmującym zarówno wielkie ruchy artystyczne, jak i kino niezależne czy zapomniane.

## Wpływy
Cousins, o czym wspomina w swym wieloodcinkowym cyklu The Story of Film, czerpie inspirację z twórczości Orsona Wellesa, Yasujiro Ozu i Satyajita Raya. Szczególnie interesuje się kinem światowym spoza tradycyjnych centrów produkcji filmowej, takimi jak Iran, Senegal czy Indie.
Filmowe fascynacje Marka Cousinsa odzwierciedlają jego otwartość na różnorodność kulturową i formalną oraz głęboką wrażliwość na eksperyment i poetykę obrazu. Wśród swoich ulubionych dokumentów wymienia m.in. irański film The House is Black Forugh Farrochzad, który łączy liryzm z ostrym społecznym komentarzem, a także Siddeshwari indyjskiego reżysera Maniego Kaula – medytację nad muzyką i pamięcią. Z Japonii wskazuje On the Road Noriakiego Tsuchimoto, z Niemiec – Marlene Maximiliana Schella (o Marlenie Dietrich). Cousins docenia też twórczość Jurisa Podnieksa z Łotwy, libańskiego reżysera Aleka Keshishiana i rosyjskiego mistrza formy Wiktora Kossakowskiego, którego film Sreda (Środa) uznaje za arcydzieło. Szczególne miejsce w jego sercu zajmuje Agnès Varda – zwłaszcza jej Daguerreotypes (Dagerotypy) i Les glaneurs et la glaneuse (Zbieracze i zbieraczka), które uważa za jedne z największych dokonań w historii dokumentu. Ten przekrój fascynacji pokazuje, że Cousins ceni kino dokumentalne jako przestrzeń dla formalnej wolności, osobistego tonu i odważnych poszukiwań estetycznych.
Cousins zwraca uwagę na konieczność rewidowania historii kina, by uwzględnić twórców dotąd marginalizowanych. Podkreśla znaczenie takich postaci jak Kira Muratowa, Kinuyo Tanaka czy Forugh Farrochzad, których wkład w rozwój sztuki filmowej był przez długi czas pomijany. Dla Cousinsa ważne jest, by kino było przestrzenią inkluzywną i odzwierciedlało różnorodność doświadczeń i perspektyw.

## Nagrody i nominacje
| Rok  | Film                                             | Nagroda/Festiwal                                           | Kategoria                                                      | Wynik     |
| ---- | ------------------------------------------------ | ---------------------------------------------------------- | -------------------------------------------------------------- | --------- |
| 2009 | The First Movie                                  | Międzynarodowy Festiwal Filmowy w Berlinie                 | Nagroda Manfreda Salzgebera                                    | Zwycięzca |
| 2010 | The First Movie                                  | Prix Italia                                                | Najlepszy film dokumentalny o sztuce lub widowisko artystyczne | Zwycięzca |
| 2010 | The First Movie                                  | Royal Television Society                                   | Najlepszy film dokumentalny o sztuce                           | Nominacja |
| 2010 | The First Movie                                  | Real to Reel Film and Video Festival                       | Nagroda Jury Dziecięcego                                       | Zwycięzca |
| 2010 | The New Ten Commandments                         | Scottish Refugee Film Festival                             | Najlepszy film telewizyjny                                     | Zwycięzca |
| 2010 | The New Ten Commandments                         | DokumentART Festival                                       | Nagroda Jury                                                   | Zwycięzca |
| 2011 | The First Movie                                  | BAFTA Scotland                                             | Najlepszy film dokumentalny                                    | Nominacja |
| 2012 | The Story of Film: An Odyssey                    | Międzynarodowy Festiwal Filmowy w Palm Springs             | Najlepszy film dokumentalny                                    | Nominacja |
| 2012 | The Story of Film: An Odyssey                    | Traverse City Film Festival                                | Nagroda Stanleya Kubricka                                      | Zwycięzca |
| 2012 | What is this Film Called Love?                   | Festiwal Filmowy w Turynie                                 | Najlepszy międzynarodowy film dokumentalny                     | Nominacja |
| 2012 | On sam                                           | Screen International                                       | Nagroda Screen International                                   | Nominacja |
| 2012 | On sam                                           | London Awards for Art and Performance                      | Nagroda filmowa                                                | Nominacja |
| 2013 | The Story of Film: An Odyssey                    | Nagroda Peabody                                            |                                                                | Zwycięzca |
| 2013 | Here be Dragons                                  | BFI London Film Festival                                   | Nagroda Griersona                                              | Nominacja |
| 2013 | Here be Dragons                                  | Festiwal Filmowy w Adelajdzie                              | Najlepszy film dokumentalny                                    | Nominacja |
| 2014 | Life May Be                                      | Międzynarodowy Festiwal Filmowy Nowe Horyzonty             | Międzynarodowy konkurs filmów o sztuce                         | Nominacja |
| 2014 | Life May Be                                      | Festiwal Filmowy w Turynie                                 | Najlepszy międzynarodowy film dokumentalny                     | Nominacja |
| 2014 | Life May Be                                      | Międzynarodowy Festiwal Filmowy w Edynburgu                | Najlepszy film dokumentalny                                    | Nominacja |
| 2015 | Life May Be                                      | Międzynarodowy Festiwal Filmowy we Fryburgu                | Nagroda Don Kichota (Fryburg)                                  | Zwycięzca |
| 2015 | Life May Be                                      | Międzynarodowy Festiwal Filmowy we Fryburgu                | Grand Prix                                                     | Nominacja |
| 2015 | I Am Belfast                                     | Międzynarodowy Festiwal Filmowy w Karlowych Warach         | Najlepszy film dokumentalny                                    | Nominacja |
| 2015 | I Am Belfast                                     | Festiwal Filmowy w Adelajdzie                              | Najlepszy film dokumentalny                                    | Nominacja |
| 2016 | I Am Belfast                                     | Traverse City Film Festival                                | Nagroda Stanleya Kubricka                                      | Zwycięzca |
| 2018 | Women Make Film: A New Road Movie Through Cinema | Międzynarodowy Festiwal Filmowy w Wenecji                  | Nagroda Venezia Classici                                       | Nominacja |
| 2018 | The Eyes of Orson Welles                         | Festiwal Filmowy w Adelajdzie                              | Międzynarodowa Nagroda Dokumentalna                            | Nominacja |
| 2018 | The Eyes of Orson Welles                         | Biografilm Festival                                        | Nagroda Unipol za najlepszy film                               | Nominacja |
| 2018 | The Eyes of Orson Welles                         | Festiwal Filmowy w Cannes                                  | Wyróżnienie specjalne (sekcja "Cannes Classics")               | Zwycięzca |
| 2018 | The Eyes of Orson Welles                         | Festiwal Filmowy w Cannes                                  | L'Œil d'or                                                     | Nominacja |
| 2018 | The Eyes of Orson Welles                         | Międzynarodowy Festiwal Filmowy w Edynburgu                | Najlepszy film dokumentalny                                    | Nominacja |
| 2018 | The Eyes of Orson Welles                         | Odeski Międzynarodowy Festiwal Filmowy                     | Najlepszy europejski film dokumentalny                         | Nominacja |
| 2019 | The Eyes of Orson Welles                         | Barcelona-Sant Jordi International Film Festival           | Nagroda Krytyków                                               | Nominacja |
| 2019 | On sam                                           | British Association of Film, Television and Screen Studies | Nagroda za wybitne osiągnięcia                                 | Nominacja |
| 2020 | Women Make Film: A New Road Movie Through Cinema | Europejskie Nagrody Filmowe                                | Innowacyjne Opowiadanie Historii                               | Nominacja |
| 2020 | Women Make Film: A New Road Movie Through Cinema | Festiwal Filmowy w Dublinie                                | Najlepszy film dokumentalny – wyróżnienie                      | Nominacja |
| 2021 | The Story of Looking                             | Europejski Festiwal Filmowy w Sewilli                      | New Waves Award                                                | Nominacja |
| 2021 | The Storms of Jeremy Thomas                      | Festiwal Filmowy w Cannes                                  | L'Œil d'or                                                     | Nominacja |
| 2021 | The Story of Film: A New Generation              | Festiwal Filmowy w Cannes                                  | L'Œil d'or                                                     | Nominacja |
| 2021 | The Story of Film: A New Generation              | Międzynarodowy Festiwal Filmowy w Sztokholmie              | Brązowy Koń                                                    | Nominacja |
| 2024 | A Sudden Glimpse to Deeper Things                | Międzynarodowy Festiwal Filmowy w Karlowych Warach         | Kryształowy Globus za najlepszy film                           | Zwycięzca |

## Publikacje
- Imagining Reality. The Faber Book of Documentary (współautor: Kevin Macdonald, Faber&Faber Ltd, London 1996, ISBN 978-0-571-17723-3; 2003, ISBN 978-0-571-19202-1; 2006, ISBN 978-0-571-22514-9);
- Scene by scene. Film Actors and Directors Discuss their Work (Laurence King Publishing, London 1999, 2002, ISBN 978-1-85669-287-8; wydanie w języku hiszpańskim: Escena por escena, Ocho y Medio, Libros de Cine, S.L., 2002, ISBN 978-84-95839-18-3);
- The Story of Film (Pavilion Books, London 2004, ISBN 978-1-86205-574-2; 2006, ISBN 978-1-86205-760-9; 2011, 2013, ISBN 978-1-86205-942-9; Harper Collins Publishers 2020, ISBN 978-1-911641-82-7; jako The Story of Film: A Worldwide History, Thunder's Mouth Press 2004, ISBN 978-1-56025-612-0, Hachette Books 2006, ISBN 978-1-56025-933-6; wydanie w języku chińskim: 電影的故事, Linking Publishing Company, Tajwan 2005, ISBN 978-957-08-2934-1, Mo Ke 2022, ISBN 978-986-289-676-1; wydanie w języku hiszpańskim: Historia del cine, Blume Editorial, Barcelona 2008, ISBN 978-84-8076-813-9, 2012, ISBN 978-84-8076-958-7, 2019, ISBN 978-84-18459-12-2; wydanie w języku włoskim: La Storia del Cinema, wstęp Alberto Barbera, D Scuola, Mediolan 2017, ISBN 978-88-6008-517-7) - książka będąca podstawą do stworzenia późniejszego serialu dokumentalnego;
- Foreword: Polanski's Fourth Wall Aesthetic [w:] The cinema of Roman Polanski. Dark spaces of the world (praca zbiorowa; redakcja: John Orr i Elżbieta Ostrowska; Wallfower Press, London-New York 2006, ISBN 1-904764-76-2);
- Widescreen: Watching. Real. People. Elsewhere (Wallflower Press, New York 2008, ISBN 978-1-905674-62-6; wydanie w języku chińskim: 寬銀幕︰觀看、真實、人物、在別處, New Star Press, Pekin 2011, ISBN 978-7-5057-5894-0, China Friendship Publishing Company 2024, ISBN 978-7-5057-5894-0);
- First Life, Second Life (wydanie bibliofilskie w stu egzemplarzach z okazji premiery filmu First Case, Second Case Abbasa Kiarostamiego w Ameryce Północnej 29 stycznia 2014; Texte und Töne - The Circadian Press, seria "Flugschriften", 2)[21][22];
- Foreword [w:] Simon Braund, Orson Welles Portfolio. Sketches and Drawings from the Welles Estate (Titan Books, London 2019, ISBN 978-1-78909-032-1);
- The Story of Looking (Canongate Books, Edynburg 2017, ISBN 978-1-78211-911-1, 2021, ISBN 978-1-78211-913-5; wydanie w języku hiszpańskim: Historia y arte de la mirada, Pasado y Presente 2018, ISBN 978-84-948208-3-0; wydanie w języku rosyjskim: Человек смотрящий, Azbuka 2018, ISBN 978-5-389-14061-5; wydanie w języku włoskim: Storia dello sguardo, Il Saggiatore 2018, ISBN 978-88-428-2504-3) – analiza wpływu obrazu na kulturę;
- Medium-sized matters. On whether cinema has made any difference [w:] What film is good for. On the values of spectatorship (preca zbiorowa; redakcja: Julian Hanich i Martin P. Rossouw; University of California Press, Oakland 2023, ISBN 978-0-520-38680-8);
- To or About Wilhelmina Barns-Graham [w:] Wilhelmina Barns-Graham. The  Glaciers (redakcja Rob Airey; Lund Humphries Publishers Ltd 2024, ISBN 978-1-84822-697-5);
- Dear Orson Welles & Other Essays (The Irish Pages Press/Cló An Mhíl Bhuí, Belfast 2024, ISBN 978-1-7393537-2-8) - wybór tekstów o tematyce filmowej.

## Publikacje prasowe w języku polskim dotyczące reżysera
- Z filmem na koniec świata (z Markiem Cousinsem rozmawia Ola Salwa; "Kino" nr 10/2013, s. 30-31);
- Piotr Kletowski, The story of film. Odyseja filmowa - recenzja ("Kino" nr 10/2013, s. 83);
- Kino nie jest martwe! (z Markiem Cousinsem rozmawia Łukasz Knap; "Przekrój" 26 lipca 2013, nr 29, s. 54-56);
- Anita Piotrowska, Filmowa jazda. 15 godzin z historią kina (recenzja The story of film. Odyseja filmowa; "Tygodnik Powszechny" 15 października 2013, nr 40, s. 34);
- Jacek Szczerba, W 1000 filmów dookoła świata (recenzja The story of film. Odyseja filmowa; "Gazeta Wyborcza", 4 października 2013, nr 232, s. 25);
- Jestem kosmitą jak Ziggy Stardust (z Markiem Cousinsem rozmawia Piotr Czerkawski; "Dziennik Gazeta Prawna: prawo, biznes, polityka" 2013, nr 193, dodatek "Kultura i Program TV", s. K6-K7);
- Kino większe niż życie (z Markiem Cousinsem rozmawia Anna Serdiukow; "Dziennik Gazeta Prawna: prawo, biznes, polityka" 2015, nr 147, dodatek "Kultura", s. K2-K3);
- Nowy faszyzm nie ma już twarzy mężczyzny (z Markiem Cousinsem rozmawia Artur Zaborski - korespondencja z Karlowych Warów; "Przegląd" 2024, nr 30, s. 46-48);
- Mateusz Demski, Samotność to moja bajka. Rozmowa z Markiem Cousinsem; "Dwutygodnik.com", nr 410/ maj 2025.